# نخست‌وزیر امارات متحده عربی
نخست‌وزیر رئیس دولت در کشور امارات متحده عربی است.

## فهرست نخست‌وزیران
| No. | نام (زاده–درگذشت)                  | تصویر | دوران         | دوران                            |
| --- | ---------------------------------- | ----- | ------------- | -------------------------------- |
| ۱   | مکتوم بن راشد آل مکتوم (۱۹۴۳–۲۰۰۶) |       | ۹ دسامبر ۱۹۷۱ | ۲۵ آوریل ۱۹۷۹                    |
| ۲   | راشد بن سعید آل مکتوم (۱۹۱۲–۱۹۹۰)  |       | ۲۵ آوریل ۱۹۷۹ | ۷ اکتبر ۱۹۹۰ (مرگ در زمان خدمت)  |
| (1) | مکتوم بن راشد آل مکتوم (۱۹۴۳–۲۰۰۶) |       | ۷ اکتبر ۱۹۹۰  | ۴ ژانویه ۲۰۰۶ (مرگ در زمان خدمت) |
| ۳   | محمد بن راشد آل مکتوم (۱۹۴۹–)      |       | ۱۱ فوریه ۲۰۰۶ |                                  |

### قائم‌مقام یا معاون‌های نخست‌وزیران امارات
- حمدان بن راشد آل مکتوم (۱۹۷۱–۱۹۷۳)
- خلیفه بن زاید آل نهیان (۱۹۷۳–۱۹۷۷)
- حمدان بن محمد آل نهیان (۱۹۷۷–۱۹۷۹)
- حمدان بن محمد آل نهیان و مکتوم بن راشد آل مکتوم (۱۹۷۹–۱۹۹۰)
- سلطان بن زاید آل نهیان (۱۹۹۰–۱۹۹۷)
- سلطان بن زاید آل نهیان و حمدان بن زاید بن سلطان آل نهیان (۱۹۹۷–۲۰۰۹)
- سیف بن زاید آل نهیان و منصور بن زاید آل نهیان (۲۰۰۹–تاکنون)